# Photinia lucida
Photinia lucida là loài thực vật có hoa trong họ Hoa hồng. Loài này được (Decne.) C.K. Schneid. miêu tả khoa học đầu tiên năm 1906.